# Herbert Mayr (Politiker, 1943)
Herbert Mayr (* 28. April 1943 in Bozen; † 6. September 2015) war ein italienischer Sportler und Politiker der Südtiroler Volkspartei (SVP).
Mayr besuchte das Franziskanergymnasium Bozen. Danach studierte er an der Sporthochschule in Bologna, wo er 1966 mit Auszeichnung abschloss. Anschließend kehrte er nach Bozen zurück, wo er an der Gewerbeoberschule unterrichtete. Im Nebenberuf war er Abteilungsleiter für Leichtathletik in einem Sportverein. Ende der 1970er Jahre lehrte er an der Universität Innsbruck. Von 1987 bis 1994 war er Präsident des SSV Bozen.
1980, 1985, 1989 und 1995 wurde Mayr auf der Liste der Südtiroler Volkspartei in den Bozner Gemeinderat gewählt. Von 1985 bis 1995 war er Vizebürgermeister der Stadt. Nach seinem Ausscheiden aus der Politik im Jahr 2000 wurde er Präsident der Energie- und Umweltbetriebe SEAB (bis 2010).
Nach Ausbruch seiner Parkinson-Erkrankung übernahm er von 2002 bis 2011 die Präsidentschaft der Südtiroler Parkinson-Gesellschaft.